# Програмска музика
Програмска музика, музичка дела инспирисана и створена на основу извесног садржаја из области легенде, литературе, историје, других уметности или природних појава. Са тим у вези, програмска дела увек носе наслов из којег се види садржај, слика или расположење обрађено у делу. Насупрот програмској музици уобичајено је поставити апсолутну музику. Дела апсолутне музике немају програм из спољашњег света. Она носе чисто музичке наслове који не показују директну везу са неким конкретним садржајем ван музике. Такви су називи: прелид, токата, фуга, соната, симфонија, концерт и др. Етимолошка веза тих термина са неким појмом одређеног значења је само историјска, а садржај таквог дела развија се по унутрашњој логици конструкције музичког ткива. Мада се код дела апсолутне музике често налазе и термини који већ ближе одређују њен карактер – граве, грациозо – она ипак не улазе у област програма у музици.
Програмност се у музици може изразити на више начина, међу којима се два битно разликују један од другог. Први и уједно најједноставнији је тонско сликање, опонашање звучних појава из природе и живота (цвркутање птица, жуборење потока, хука таласа, севање муње). Ту програм не задире дубље у музичко дело, не постаје музички материјал, већ је случајан отисак, сличан фотографији. У таквим звучним сликама већином се испољава техничка вештина композитора, нарочито у оркестарским делима. Опонашање звукова обилато се употребљава у тзв. примењеној музици, на пример за филм. Други облик програмске музике је дочаравање неког ванмузичког садржаја чисто музичким језиком, ослобођеним од конкретних асоцијација које изазива опонашање звукова; композитор преноси у музику расположења која доживљава у вези са тим спољним садржајем. У том се случају често служи симболима, који нису елементи тонског сликања, већ музички мотиви, условно везани за неку појаву или расположење. Тако сигнал на труби подсећа на војничку трубу, на бој, херојство и победу, рог на атмосферу у шуми и лов, а мирна мелодија на флаути на пасторалне призоре.